# Đường vành đai 2 (Hà Nội)
Đường vành đai 2 Hà Nội là tuyến giao thông đường bộ nội đô khép kín của Hà Nội có tổng chiều dài là 43,6 km, chạy qua địa bàn các quận Long Biên, Hai Bà Trưng, Hoàng Mai, Thanh Xuân, Đống Đa, Ba Đình, Cầu Giấy, Tây Hồ và huyện Đông Anh.
Đường vành đai 2 chạy qua các điểm khống chế sau: cầu Vĩnh Tuy - phố Minh Khai - phố Đại La - Ngã tư Vọng - đường Trường Chinh - Ngã tư Sở - đường Láng - đường Bưởi - đường Võ Chí Công - cầu Nhật Tân - đường Võ Nguyên Giáp - đường Trường Sa - cầu Đông Trù - đường Lý Sơn - cầu chui Gia Lâm - đường Nguyễn Văn Linh - đường Đàm Quang Trung - cầu Vĩnh Tuy.
Hiện đường vành đai 2 đang có quy hoạch mở rộng đoạn từ Ngã tư Sở đến Cầu Giấy. Đến thời điểm năm 2023, việc mở rộng đoạn từ Cầu Giấy - Nhật Tân đến Ngã tư Sở (tức các đường Bưởi, Võ Chí Công, Võ Nguyên Giáp, Trường Sa, Lý Sơn, Nguyễn Văn Linh, Đàm Quang Trung, Minh Khai, Đại La, Trường Chinh) cùng với đường trên cao đoạn từ cầu Vĩnh Tuy đến Ngã Tư Sở đã được hoàn thành.
Có 2 cầu vượt sông Hồng trên đường vành đai 2 là cầu Vĩnh Tuy và cầu Nhật Tân, 1 cầu vượt sông Đuống là cầu Đông Trù.
Vùng di sản 1000 năm Thăng Long-Hà Nội nằm trọn trong vành đai 2 này.

## Đường vành đai 2 trên cao (đoạn Ngã Tư Sở – Cầu Vĩnh Tuy)
Tuyến đường dài 5 km với mỗi chiều xe chạy gồm 2 làn xe cơ giới rộng 3,75m và dải an toàn trong rộng 0,5m, dải an toàn ngoài 0,67m. Đối với các nhánh lên/xuống có bề rộng 7m, bố trí 1 làn đường xe chạy là 6m, dải an toàn hai bên là 0,5m , bắt đầu từ nút giao Ngã Tư Sở tại phường Ngã Tư Sở, quận Đống Đa và kết thúc tại phía nam cầu Vĩnh Tuy trước cửa khu đô thị Times City tại phường Vĩnh Tuy, quận Hai Bà Trưng. Công trình gồm cầu chính rộng 19 m với 4 làn xe và các cầu dẫn rộng 7 m. Các nhánh cầu dẫn kết nối với các tuyến đường bên dưới tại các vị trí như phía Nam Vĩnh Tuy, Ngã Tư Vọng, Ngã Tư Sở. Đơn vị thiết kế đã tính toán cao độ mặt cầu của tuyến đường này cách đường bên dưới khoảng 10m, đảm bảo tĩnh không của đường bên dưới tối thiểu 4,75m.
Dự án có tổng mức đầu tư là hơn 4.700 tỷ đồng theo hình thức BT, trong đó chi phí chuẩn bị đầu tư từ ngân sách thành phố, còn chi phí thực hiện dự án sẽ huy động từ nhà đầu tư. Trước đó, Hà Nội đã có quyết định chỉ định Tập đoàn Vingroup là nhà đầu tư cho dự án này. Từ năm 2010, Công ty CP Vincom (nay là Tập đoàn Vingroup) đã kiến nghị Thủ tướng và UBND Hà Nội xin được là chủ đầu tư tuyến đường trên cao vành đai 2. Công trình khởi công xây dựng vào ngày 22 tháng 4 năm 2018. Đoạn trên cao Ngã Tư Sở – Ngã Tư Vọng được thông xe kỹ thuật vào ngày 9 tháng 11 năm 2020 và toàn tuyến được thông xe vào ngày 11 tháng 1 năm 2023.

## Quá tải hạ tầng
Tính đến cuối năm 2019, mặc dù mới đang trong giai đoạn thi công, giải phóng mặt bằng nhưng dọc đường vành đai 2, đoạn từ cầu Vĩnh Tuy đến Ngã Tư Sở (xung quanh khu vực Cầu Mai Động) đã và đang mọc lên hàng loạt cao ốc, chung cư dày đặc hai bên đường, bổ sung thêm một lượng cư dân và phương tiện rất lớn trong tương lai cho khu vực vốn có mật độ dân cư cao, hiện hữu nguy cơ quá tải về hạ tầng, ùn tắc giao thông nghiêm trọng.
- Tổ hợp Times City - Park Hill với 23 tòa chung cư cao từ 27-35 tầng trải rộng trên diện tích 10 ha. Với khoảng 10.000 căn hộ và nhiều công trình khác. Bên trong còn có bệnh viện, trường học, văn phòng cho thuê, trung tâm thương mại...
- Tòa chung cư UDIC Riverside cao 22 tầng với 324 căn hộ.
- Dự án Hòa Bình Green City với 2 tòa chung cư 27 tầng, tổng cộng trên 1.400 căn hộ. Dựa án do Công ty TNHH Hòa Bình là chủ đầu tư và được đưa vào sử dụng từ năm 2014.
- Dự án Hòa Bình Green City tại số 356 A Minh Khai (gần cổng Times City) do Liên doanh Vinaconex và VINAHUD làm chủ đầu tư gồm 2 tòa nhà cao 21 tầng hoàn thành và đưa vào sử dụng cuối năm 2017.
- Dự án Imperia Sky Garden (đối diện Times City) của chủ đầu tư MIK group, xây dựng trên diện tích 3,8 ha trên nền một nhà máy trước đây ở khu vực Minh Khai,với 4 tòa chung cư và 2.000 căn hộ trong tương lai.
- Dự án Green Pearl tại số 378 Minh Khai do Công ty cổ phần phát triển nhà Phong Phú – Deawon – Thủ Đức làm chủ đầu tư, gồm 2 tòa chung cư cao 21 tầng với khoảng 500 căn hộ dự kiến đưa vào sử dụng cuối năm 2019.
- Dự án Hinode City tại 201 Minh Khai rộng 2,8 ha do Tổng công ty cổ phần thương mại xây dựng Vietracimex làm chủ đầu tư, gồm 3 tòa chung cư cao 26 tầng với một tổ hợp căn hộ, văn phòng, trung tâm thương mại... Dự kiến dự án hoàn thiện vào quý III/2019 và sẽ cung cấp ra thị trường khoảng 1.100 căn hộ.
- Phía tây Times City - Park Hill còn một số tòa chung cư khác đi theo đường Lĩnh Nam nối trực tiếp tới vành đai 2.